# Indicatif régional 807
L'indicatif régional 807 couvre le nord-ouest de l'Ontario depuis 1962. De 1947 à 1957, ces points faisaient partie de la région 613 ; de 1957 à 1962 le territoire faisait partie de la région 705.
La région 807 est divisée entre deux fuseaux horaires : l'heure du Centre et l'heure de l'Est. Elle sert des communautés comme Thunder Bay, Kenora, Dryden, Fort Frances, Rainy River, Marathon et Greenstone. Les compagnies de téléphone titulaires dans la région sont Tbaytel, Bell Canada et Bell Aliant (comme propriétaire du Dryden Municipal Telephone Service).
La région 807 est peu peuplée ; on a épuisé moins de 40 % des numéros disponibles au +1-807, et le Consortium d'administration du plan de numérotation canadien estime qu'il y a assez de numéros 807 pour plusieurs décennies. Le plan de scission qui déplaçait le nord-ouest de l'Ontario de 705 en région 807 n'existait que pour faciliter le routage des appels arrivant du Manitoba et l'Ouest canadien par les centrales téléphoniques peu sophistiqués de l'époque.
La région 807 est maintenant la seule en Ontario où on peut encore faire des appels locaux à sept chiffres.

## Centres tarifaires
- Armstrong (807) 583
- Atikokan (807) 324, 590, 594, 596, 597, 598
- Balmertown - voir Red Lake
- Barwick (807) 487
- Beardmore (807) 875
- Bearskin Lake (807) 363
- Big Trout Lake (807) 537
- Caramat (807) 872
- Cat Lake (807) 347
- Clearwater Bay (807) 733
- Cloud Bay (807) 964
- Cochenour (807) 662
- Deer Lake (807) 775
- Devlin (807) 486
- Dorion (807) 857
- Dryden (807) 212, 216, 217, 220, 221, 223, 323, 995
- Eagle River (807) 755
- Ear Falls (807) 222
- Emo (807) 482
- Flanders (807) 947
- Fort Frances (807) 270, 271, 272, 274, 275, 276, 788, 789, 861, 994
- Fort Hope (807) 242
- Fort Severn (807) 478
- Geraldton (807) 853, 854, 855, 863
- Grassy Narrows (807) 925
- Gull Bay First Nation (807) 982
- Hemlo (807) 238
- Hornepayne (807) 379 868
- Hudson (807) 582
- Ignace (807) 747, 934, 936
- Jellicoe (807) 879
- Kaministiquia (807) 933
- Kasabonika (807) 535
- Kenora (807) 219, 407, 444, 456, 463, 464, 465, 466, 467, 468, 547, 548
- Kingfisher Lake (807) 532
- Lac La Croix First Nation (807) 485
- Lansdowne House (807) 479
- Longlac (807) 876
- Macdiarmid (807) 885
- Madsen - voyez Red Lake
- Manitouwadge (807) 378 826
- Marathon (807) 228, 229, 230, 231, 371
- McKenzie Island - voyez Red Lake
- McKenzie Portage (807) 543
- Morson (807) 488
- Muskrat Dam (807) 471
- Minaki (807) 224
- Mine Centre (807) 599
- Nakina (807) 329
- Nestor Falls (807) 484
- Nibinamik First Nation (Summer Beaver) (807) 593
- Nicikousemenecaning First Nation (Bears Passage) (807) 481
- Nipigon (807) 372, 880, 887, 888, 889
- Ogoki (807) 349
- Oxdrift (807) 937
- Pass Lake (807) 977
- Perrault Falls (807) 529
- Pickle Lake (807) 928
- Pikangikum (807) 773
- Poplar Hill (807) 772
- Rainy River (807) 852, 275, 276
- Raith (807) 448
- Red Rock (807) 886
- Red Lake (807) 726, 727, 728, 729, 735, 749
- Redditt (807) 225
- Sachigo Lake First Nation (807) 595
- Sandy Lake (807) 771, 774, 776
- Sapawe (807) 929
- Savant Lake (807) 584
- Schreiber (807) 373, 824, 825
- Shebandowan (807) 926
- Sioux Lookout (807) 214, 374, 737, 738
- Sioux Narrows (807) 226, 232
- Starratt Olsen - voyez Red Lake
- Stratton (807) 483
- Terrace Bay (807) 375, 821, 823, 825
- Thunder Bay (807) 251, 252, 285, 286, 333, 343, 344, 345, 346, 355, 356, 357, 472, 473, 474, 475, 476, 577, 619, 620, 621, 622, 623, 624, 625, 626, 627, 628, 629, 630, 631, 632, 633, 683, 684, 700, 707, 708, 709, 766, 767, 768, 777, 867, 935, 939, 957, 983, 999
- Upsala (807) 985, 986
- Vermilion Bay (807) 227
- Wabaseemoong Independent Nations (White Dog) (807) 927
- Wabigoon First Nation (807) 938
- Weagamow First Nation (807) 469
- Webequie First Nation (807) 353
- White River (807) 822
- Wunnumin Lake First Nation (807) 442